# Lucca Brughmans
Lucca Kiaba Mounganga Brughmans (Antwerpen, 27 juni 2008) is een Belgisch voetballer die onder contract ligt bij KRC Genk. Brughmans speelt op de positie van doelman.

## Carrière
Brughmans zette zijn eerste voetbalstappen bij Kalmthout SK, een club uit de gemeente waar hij opgroeide en de club waar zijn grootvader nog voetbalde. Na een ommetje bij FC Beigem en een verblijf van één seizoen bij Antwerp FC maakte hij op zijn elfde de overstap naar de Nederlandse topclub PSV. Na drie seizoenen in Nederland keerde Brughmans terug naar België, waar hij zich aansloot bij KRC Genk. In augustus 2023 ondertekende hij een contract dat hem tot 2026 aan de club verbond.
Voor het seizoen 2024/25 schoof Brughmans, mede door het vertrek van Maarten Vandevoordt en Vic Chambaere, door naar de positie van derde doelman van de A-kern van Genk. Brughmans, die in de pikorde achter Mike Penders en Hendrik Van Crombrugge kwam te staan, mocht tijdens de seizoensvoorbereiding vroeg invallen voor de geblesseerde Van Crombrugge in een oefenwedstrijd tegen Sporting Charleroi (3-3-gelijkspel). In de UEFA Youth League kreeg hij dat seizoen de voorkeur op de één jaar oudere Tijn Van Ingelgom, waarmee hij in de nationale U18 Elite 1-competitie alterneerde onder de lat.
Op 19 januari 2025 maakte Brughmans zijn profdebuut in het shirt van Jong Genk, het beloftenelftal van de club dat uitkomt in Eerste klasse B: op de zeventiende competitiespeeldag liet trainer Thomas Buffel hem starten tegen RFC Seraing, die op 2-2 eindigde. Na afloop van zijn eerste seizoen in het profvoetbal, waarin Brughmans elf keer onder de lat mocht staan in de Challenger Pro League, brak Genk het contract van de doelman open tot medio 2028.

## Clubstatistieken
| Seizoen         | Club            | Land            | Competitie      | Competitie | Competitie | Beker | Beker | Supercup | Supercup | Europees | Europees | Totaal | Totaal |
| Seizoen         | Club            | Land            | Competitie      | Wed.       | Dlp.       | Wed.  | Dlp.  | Wed.     | Dlp.     | Wed.     | Dlp.     | Wed.   | Dlp.   |
| --------------- | --------------- | --------------- | --------------- | ---------- | ---------- | ----- | ----- | -------- | -------- | -------- | -------- | ------ | ------ |
| 2024/25         | Jong Genk       | Vlag van België | Eerste klasse B | 11         | 0          | —     | —     | —        | —        | —        | —        | 11     | 0      |
| Carrière totaal | Carrière totaal | Carrière totaal | Carrière totaal | 11         | 0          | 0     | 0     | 0        | 0        | 0        | 0        | 11     | 0      |

Bijgewerkt op 20 augustus 2025.

## Interlandcarrière
Brughmans nam in mei 2025 met België –17 deel aan het EK onder 17 in Albanië. Brughmans trad als aanvoerder op op het EK, waar België tweede eindigde in een groep met Engeland, Italië en Tsjechië en vervolgens in de halve finale sneuvelde tegen Frankrijk.